# Caldaia a tubi di fumo
La caldaia a tubi di fumo (anche caldaia a tubi di fiamma) è un generatore di vapore, appartenente alla categoria delle caldaie a grande volume di acqua, nel quale i gas di combustione provenienti da un forno vengono fatti passare attraverso uno o più tubi posti in parallelo immersi dentro un contenitore cilindrico di acqua. Il calore dei gas di combustione viene ceduto per conduzione termica alle pareti dei tubi e da queste trasferito all'acqua determinandone il riscaldamento fino al passaggio allo stato di vapore.

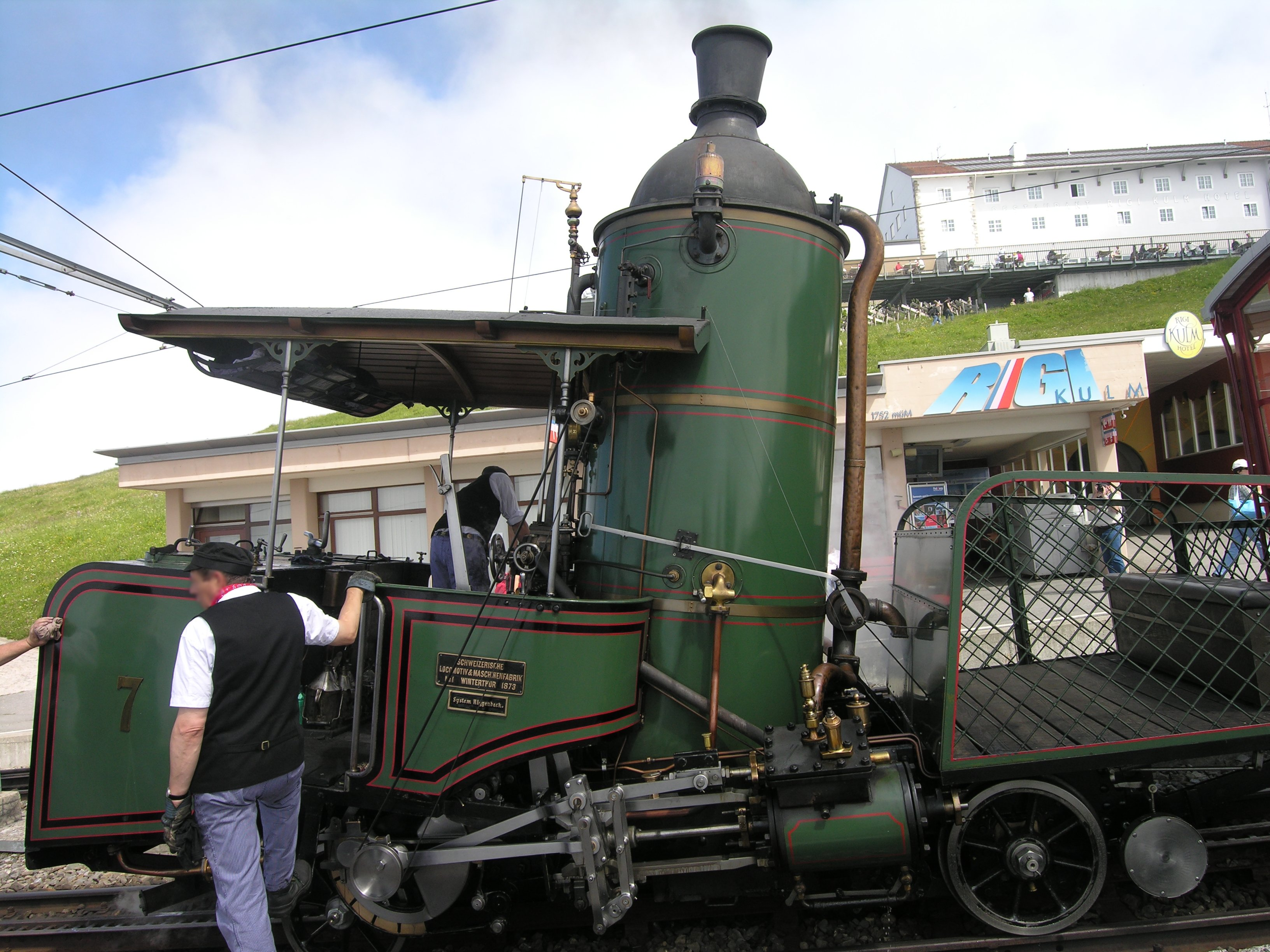
Locomotiva Schweizerische Lokomotiv- und Maschinenfabrik n° 7 della ferrovia Vitznau-Rigi a caldaia verticale, perfettamente restaurata e funzionante, usata per treni storici ed amatoriali

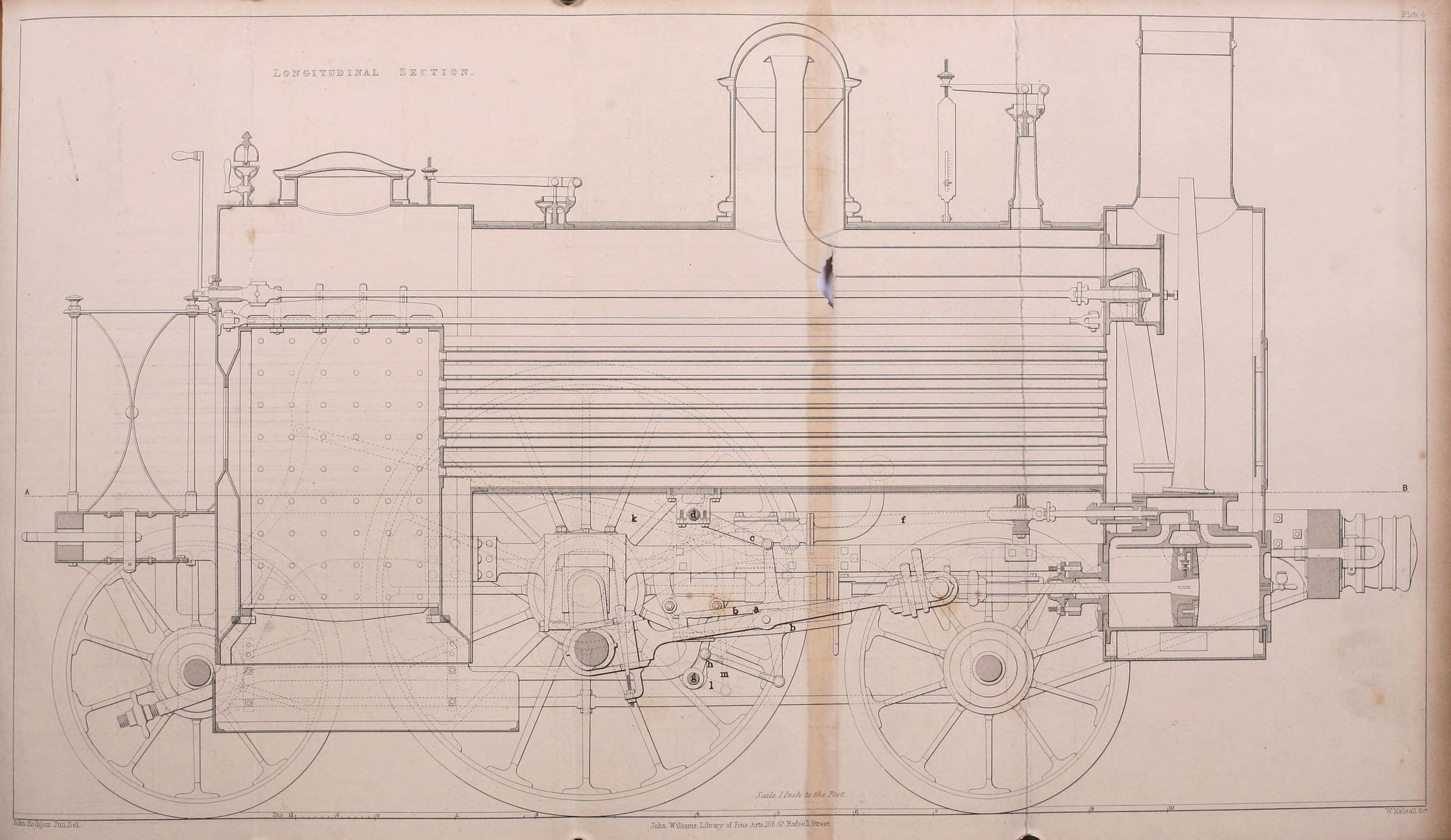
Sezione della locomotiva R & W Hawtorn n. 224 della ferrovia Parigi-Versailles (1838); in evidenza focolare, fascio tubiero e camera a fumo

Le prime caldaie di tale tipo furono concepite con una singola canna fumaria di grande diametro che passava attraverso un serbatoio pieno d'acqua; successivamente questa venne sostituita da due o un numero più o meno grande di tubi allo scopo di aumentare la superficie di riscaldamento a contatto con il liquido. Il serbatoio venne realizzato solitamente di forma cilindrica in quanto tale forma è la più adatta come resistenza alla deformazione per un contenitore a pressione. Tale serbatoio cilindrico può essere posto in posizione orizzontale o verticale. La posizione verticale è migliore ai fini del tiraggio naturale dei fumi ma la meno adatta per ragioni di ingombro, se si tratta di una caldaia ad uso mobile.
La caldaia a tubi di fiamma, nella configurazione orizzontale, è stata ampiamente utilizzata su quasi tutti i tipi di locomotiva a vapore, sia ferroviaria che stradale. In alcuni casi, ma solo per macchine di potenza relativamente ridotta, si è preferita la forma verticale. La caldaia a tubi di fiamma orizzontali è tipica anche di buona parte delle applicazioni marine.

## Schema di una caldaia a tubi di fumo

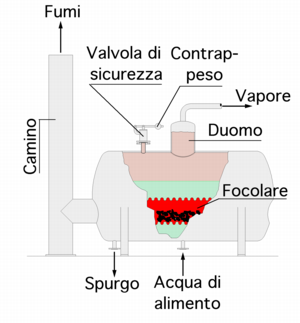
Disegno schematico di caldaia a un tubo di fiamma

Una caldaia a tubi di fumo è costituita basilarmente di un grosso serbatoio cilindrico, ripieno di acqua, al cui interno è posto un grosso tubo attraversato dai gas caldi della combustione, che avviene in un focolare costituito di una graticola, interna o adiacente ad una estremità sulla quale viene bruciato il combustibile; dopo aver ceduto il calore all'acqua i gas caldi possono essere incanalati nel vano circostante, in muratura negli impianti fissi, al fine di cedere ancora il calore residuo e infine scaricati all'atmosfera attraverso un alto camino. Le caldaie industriali moderne utilizzano ventilatori per l'espulsione forzata dei fumi della caldaia.
Nella tipologia specifica per locomobile, e per la necessità di rientrare nella sagoma limite ammessa sulle strade ferrate, la caldaia ha il focolaio interno, un fascio tubiero e il tiraggio forzato; quest'ultimo è dettato dalla necessità di bruciare molto carbone o legna in una graticola di dimensioni forzatamente ridotte.
Nella caldaie di ogni tipo la superficie di riscaldamento è data dall'area complessiva delle superfici, a contatto con l'acqua da un lato e dall'altro con i fumi caldi della combustione, che determinano il trasferimento di calore tra i due fluidi. La necessità di aumentare la superficie di scambio termico determinò l'idea geniale di aumentare il numero di tubi attraversati dai fumi permettendo la produzione di una maggiore quantità di vapore orario. L'utilizzo di una caldaia multitubolare anziché quella più comune al tempo, a singola grande canna fumaria, fu l'importante progresso della Rocket di Stephenson. 

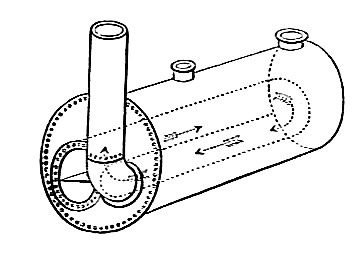
Disegno schematico di caldaia ad un solo focolare e con tubo di fiamma di ritorno

## Tipologie di caldaia a tubi di fiamma
Le prime tipologie di caldaia di concezione relativamente moderna, funzionanti a pressione superiore a quella atmosferica sono, quella di Watt e quella di Trevithick, che fu la prima a funzionare a circa 3 bar; la loro costruzione risale ai primi anni del XIX secolo. Le prime caldaie a tubi di fumo (dette anche a tubi di fiamma) risalgono agli anni tra 1825 e 1830.
Anche le caldaie a tubi di fumo possono essere divise in tre categorie in base alla destinazione d'uso e all'installazione: 
- caldaie fisse, con rivestimento in muratura;
- caldaie semifisse, con corpo metallico e prive di rivestimento murario;
- caldaie locomobili, montate su telaio con ruote[7].

Altra suddivisione riguarda la posizione del focolare che può essere esterno o interno alla caldaia.

## Caldaie fisse

### Caldaia Cornovaglia
Una delle più antiche e semplici forme di caldaia a tubo di fumo, denominata caldaia Cornovaglia, fu quella di Richard Trevithick installata intorno al 1812 in una miniera presso Dolcoath. Era costituita di un lungo cilindro orizzontale, con un solo grande tubo di fumo. Il camino di scarico era costruito in mattoni, conteneva a scopo di recupero del calore tutta la caldaia che veniva avvolta dai fumi di scarico caldi; il tiraggio era assicurato dall'altezza del camino. 
L'inizio della diffusione delle caldaie a tubi di fumo (dette anche a tubi di fiamma) risale agli anni tra 1825 e 1830.
Una caldaia Cornovaglia è costituita da un corpo cilindrico il cui diametro può variare generalmente tra 1,5 m e 2,5 m, attraversato per tutta la sua lunghezza da un tubo di diametro piuttosto elevato (circa un metro). Tale tubo contiene ad una estremità (quella di governo) una graticola sulla quale viene posto il combustibile da bruciare; i gas caldi della combustione, alimentata dall'aria esterna, vengono tirati all'interno del rispettivo tubo di fiamma e lo percorrono per tutta la sua lunghezza scaricandosi in un condotto in muratura che li costringono a percorrere un fianco e la parte inferiore della caldaia fino a raggiungere la parte anteriore da dove, sempre mediante canalizzazione in muratura, raggiungono nuovamente la parte posteriore lambendo l'altro fianco e la parte superiore della caldaia; si scaricano infine nel camino dopo avere riscaldata tutta la superficie esterna della caldaia.
La superficie di riscaldamento di una caldaia Cornovaglia è data dalla seguente formula: S = π L (⅔ D + 1,1 d).  (D= diametro del mantello; d= diametro del focolare; L= lunghezza della caldaia)
Allo scopo di aumentare la superficie di riscaldamento spesso il focolare è costruito con lamiera ondulata (vantaggiosa anche ai fini della dilatazione lineare dello stesso); la sua disposizione generalmente è eccentrica rispetto al corpo cilindrico anche per permettere più spazio per la pulizia dal passo d'uomo. Nel corso degli anni sono state realizzate caldaie Cornovaglia con più focolari paralleli fino al numero di cinque.
Alcune caldaie utilizzano i gas caldi per il preriscaldamento dell'acqua di alimentazione allo scopo di ottimizzare il rendimento complessivo dell'impianto. Esaurito tale compito i gas esausti salgono attraverso il camino nell'atmosfera; il tiraggio necessario è assicurato dal principio fisico per cui il gas caldo sale verso l'alto. Per tale scopo vengono costruiti alti camini in corrispondenza del contenitore in muratura della caldaia o dell'uscita dal preriscaldatore. 
Il prelievo del vapore prodotto dalla caldaia avviene nel cosiddetto duomo, che funge da raccoglitore nella parte alta della caldaia; ciò allo scopo di evitare trascinamenti dannosi di liquido assieme al vapore asciutto (saturo).
Una caldaia Cornovaglia può in genere raggiungere pressioni di esercizio dell'ordine di 8÷10 bar.
(ma in alcuni casi ne sono state realizzate anche da 15÷18 bar con una produzione di vapore massima di circa 3500 kg/h.
Una caldaia di questo tipo, data la grande quantità d'acqua contenuta, richiede un periodo di tempo notevole prima di raggiungere il regime di servizio e ciò a causa del rapporto sfavorevole tra volume d'acqua e superficie di riscaldamento. Per contro messe a regime lo mantengono facilmente anche in presenza di forti prelievi di vapore in quanto la quantità elevata di liquido agisce da volano termico.
Una variante è quella detta "a ritorno di fiamma" nella quale i fumi seguono un percorso inverso di ritorno cedendo ulteriormente calore; il camino in tal caso è disposto sullo stesso lato del forno e al di sopra di esso.

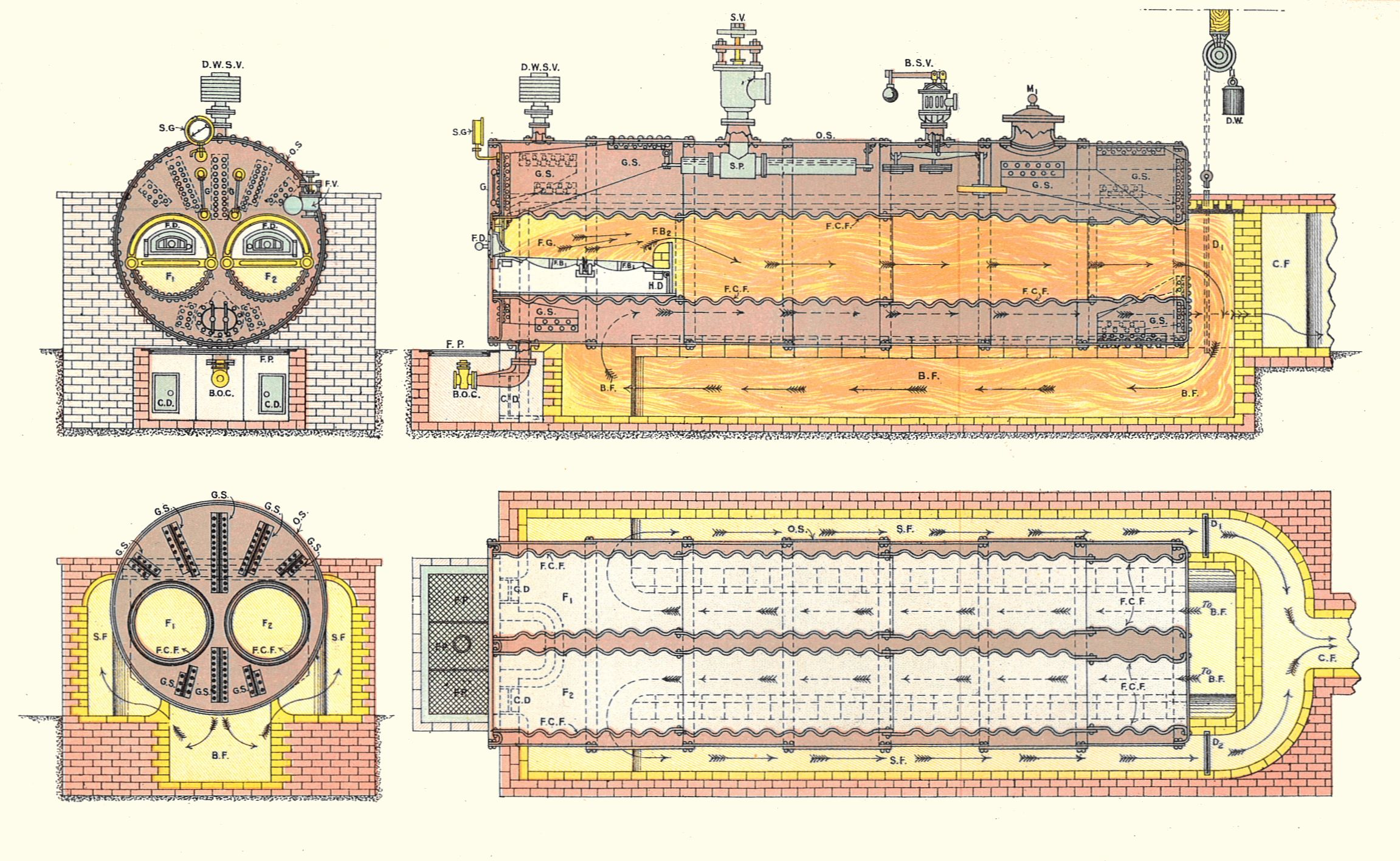
Disegno schematico di caldaia Lancashire in sezione e in pianta

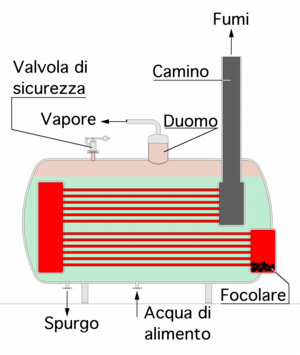
Disegno schematico di caldaia con fascio tubiero e ritorno di fumo

### Caldaia Lancashire
La caldaia Lancashire è una variante della Cornovaglia da cui si distingue essenzialmente per la presenza di due tubi di fumo e due focolari, un espediente ideato da William Fairbairn nel 1844, che partiva dalla considerazione che così avrebbe incrementato la superficie di riscaldamento rispetto al volume d'acqua. 
Uno sviluppo successivo fu l'aggiunta dei Galloway tubes (dal nome dell'inventore e brevettati nel 1848), tubi acqua trasversali attraversanti la canna fumaria, che aumentavano l'area della superficie riscaldata. Erano corti tubi di grande diametro e pertanto tale sistema non può essere ancora considerato una caldaia a tubi d'acqua. Anche tale caldaia continuava ad avere una pressione di esercizio relativamente bassa per le stesse motivazioni di fondo.

## Caldaie semifisse
A differenza delle "Cornovaglia" queste caldaie sono attraversate da un fascio di tubi di fiamma (fascio tubiero) entro i quali circolano i gas caldi provenienti dal forno. Possono avere una configurazione orizzontale (la più diffusa) o verticale e non richiedono la costruzione esterna in muratura. Tale caratteristica le ha rese adatte anche agli impieghi mobili, sia terrestri che marini. La maggior parte delle caldaie a tubi di fiamma ha il focolare interno che consente una minore perdita di calore. La cessione di calore al fluido viene facilitata dall'aumentata superficie totale di riscaldamento, che comprende la somma delle singole superfici esterne dei tubi e del vano che avvolge il forno..

### Caldaia marina tipo "scozzese"

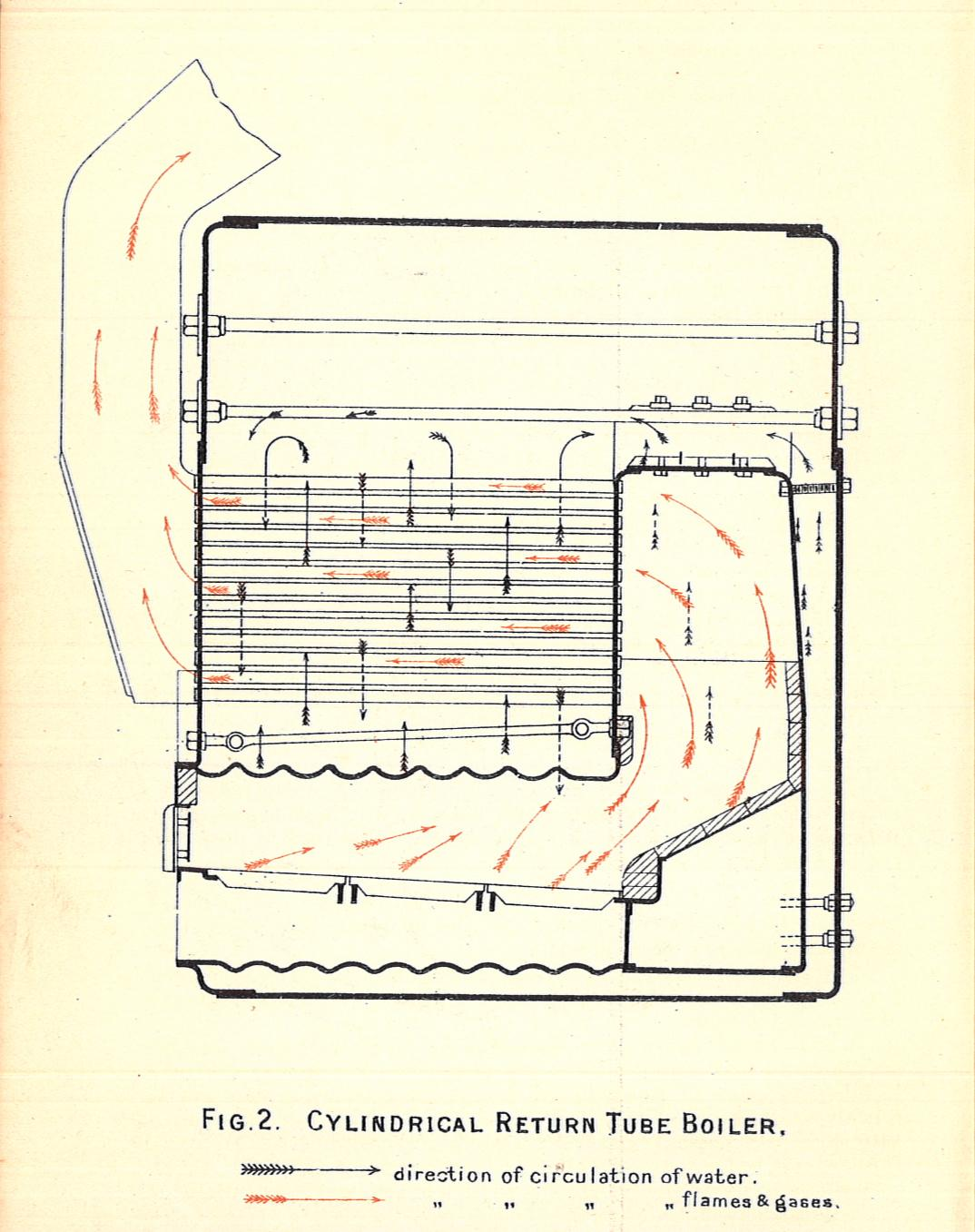
Sezione schematica di una caldaia marina scozzese: le frecce indicano il flusso dei fumi caldi; la camera di combustione è sulla destra, la camera a fumo a sinistra.

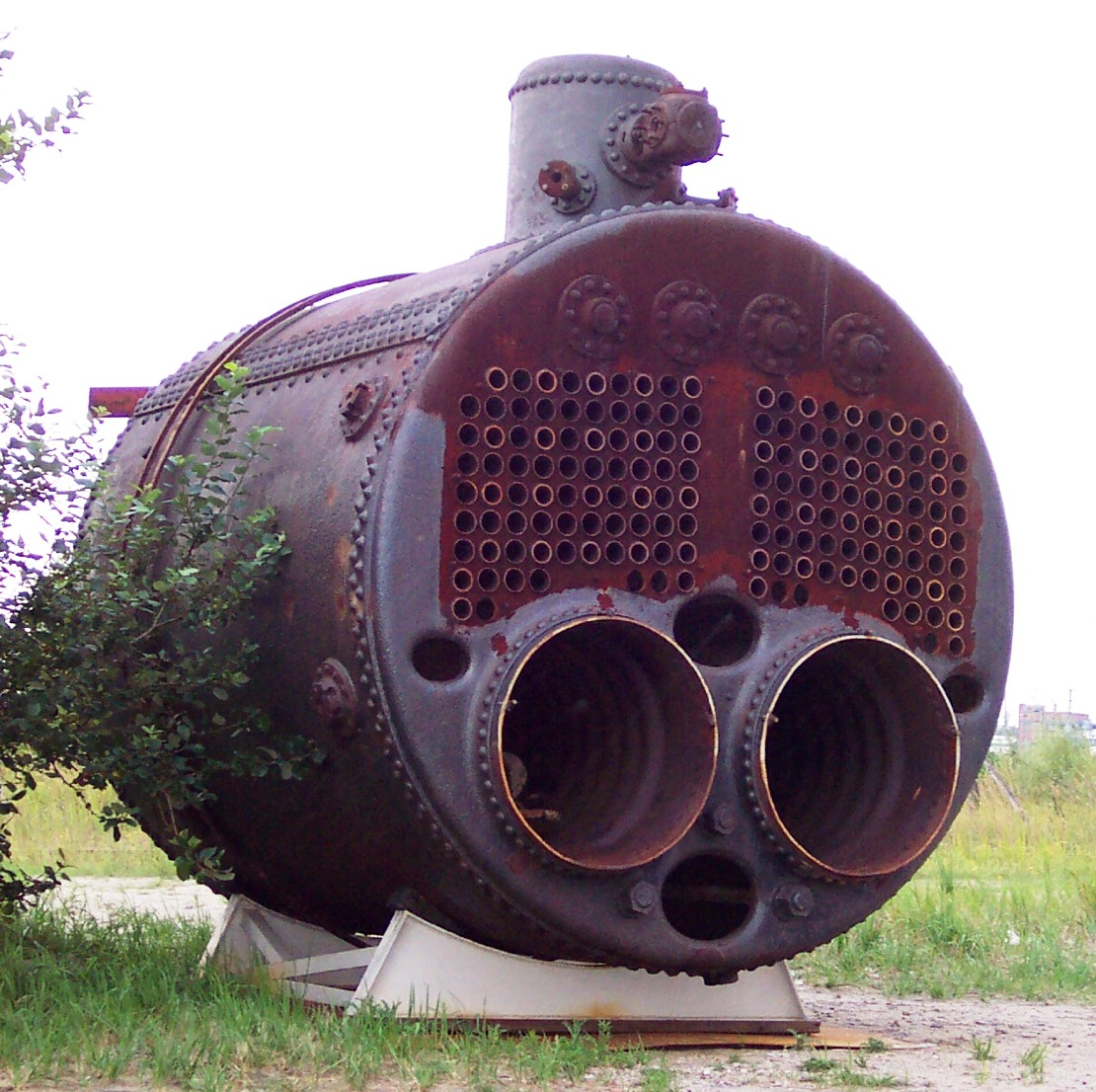
Caldaia per uso marino tipo scozzese

La caldaia marina tipo scozzese differisce profondamente da quelle precedenti tipo Cornovaglia in quanto è costituita da un serbatoio cilindrico di grande diametro all'interno del quale è disposto, in basso, un tubo piuttosto corto ma di grande diametro al cui interno è posta una graticola inclinata e costituisce il focolare; sopra di esso un fascio di piccoli tubi in grande numero ma di piccolo diametro riattraversa per lungo il serbatoio cilindrico; ciò fornisce un'elevata superficie di scambio termico in rapporto al volume e al peso dell'insieme che costituisce la caldaia.
Il fascio tubiero è collegato a due piastre di estremità; l flusso di scarico del gas attraversa i tubi di fumo dal retro al fronte, una parte chiusa convoglia verso l'alto i fumi esausti verso il camino. Le caldaie Scotch possono avere anche due forni, quelle più grandi anche tre o quattro. Nelle grandi navi a vapore era usuale installare caldaie multiple di questo tipo.

### Caldaie a ritorno di fiamma
È una variante che ha conosciuto un largo uso nelle navi da carico. La sua caratteristica peculiare è il percorso dei prodotti della combustione che all'inizio percorrono i tubi di fiamma orizzontalmente dalla parte anteriore a quella posteriore, quindi si muovono verso l'alto entro una cassa a fuoco disposta in verticale, poi si incanalano orizzontalmente nei tubi bollitori ma in senso inverso, da dietro verso avanti, proseguono infine nei tubi bollitori verticali scaricando all'atmosfera attraverso il camino.
Questa configurazione permette di costruire caldaie corte e compatte, atte al montaggio su nave ove lo spazio è ridotto e prezioso. Le dimensioni del corpo cilindrico, costituito di lamiere chiodate o saldate, possono arrivare anche a 5 m di diametro contenendo la lunghezza a 2,5 m. Le due parti frontali sono piane; sulla parte bassa di quella anteriore sono presenti da uno a quattro boccaporti dei rispettivi forni tubolari in lamiera di acciaio, liscio o ondulato, del diametro da 0,7 a 1,3 m contenenti le graticole per bruciarvi il combustibile. La parete posteriore contiene la cassa a fuoco verticale con l'interposizione di uno strato di acqua per evitarne il surriscaldamento; sulla cassa a fuoco sono intestati i tubi bollitori orizzontali. Dal lato opposto i tubi bollitori proseguono il percorso dei gas caldi verticalmente verso il camino.
Alcuni progetti di caldaia hanno utilizzata la configurazione a doppio forno/tubo di fiamma, tipo Lancashire, in cui i gas caldi provenienti da un bruciatore soltanto effettuano un percorso indietro su se stessi nel tubo parallelo; ciò si traduce in un design più compatto del complesso della caldaia.

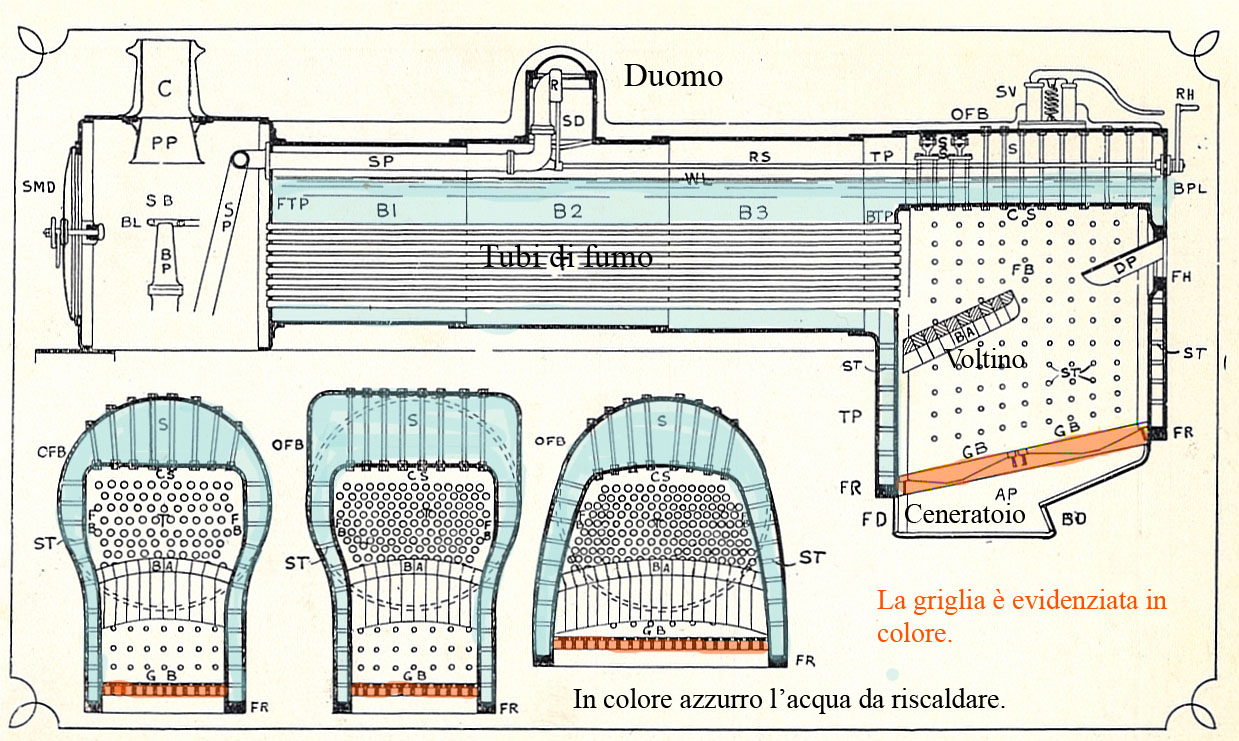
Disegno schematico di una locomotiva con caldaia a tubi di fumo; in basso le tipologie più comuni di forno

Alcune caldaie a tubi di fiamma sono state integrate con tubi di acqua per aumentare la superficie di riscaldamento posti attraverso la canna fumaria.
Un'altra tecnica utilizzata per aumentare la superficie di riscaldamento è quella dell'uso di tubi ondulati, anziché a superficie piana, internamente alla caldaia.

### Caldaie a fiamma diretta tipo Ammiragliato
Fu ampiamente utilizzata in Gran Bretagna, nella propulsione delle prime corazzate, posta nell'unico punto protetto sotto la linea di galleggiamento, sotto un ponte corazzato. In essa i tubi di fumo avevano un percorso lineare, senza il ritorno indietro sulla fornace (come nella tipologia "scozzese") allo scopo di mantenere un diametro notevolmente ridotto. Pur avendo avuto in origine molto successo fu presto abbandonata rimanendo confinata a casi particolari come quello dei ferry-boats. A causa della lunghezza della caldaia, l'angolo di inclinazione del natante aveva un effetto notevole sul livello dell'acqua; la deformazione delle varie parti della caldaia era molto pronunciata mentre la lunghezza della camera di combustione aveva effetto negativo sullo scambio termico..

## Caldaie locomobili
Le caldaie di tale tipo sono utilizzate oltre che per la trazione ferroviaria anche per quella stradale, per motori mobili da industria o da opifici artigiani.

### Caldaia per locomotiva
La caldaia per locomotiva si distingue dagli altri tipi di caldaia per alcuni particolari determinati dalla necessità di aumentare al massimo possibile la superficie di riscaldamento senza eccedere nelle dimensioni, obbligate, della caldaia e per quella di poter bruciare un elevato quantitativo di carbone sulla griglia di un forno limitato nelle dimensioni per ragioni di forza maggiore; il primo scopo viene raggiunto mediante la realizzazione di un focolare interno, contiguo al fascio di tubi bollitori (o tubi di fumo); il secondo mediante tiraggio forzato attivato dall'utilizzo del vapore esausto. Quest'ultimo esce da un eiettore posto all'interno della camera a fumo, un vano realizzato all'estremità opposta al forno, all'uscita del fascio tubiero e posto al di sotto del fumaiolo; il fumo di scarico possiede ancora, dopo aver prodotto lavoro utile, una pressione poco più alta di quella atmosferica; l'uscita dei gas ancora caldi dall'ugello provoca una depressione in camera a fumo che ne agevola l'uscita attivando di conseguenza anche l'apporto di aria fresca sotto la graticola del forno e mantenendo attiva la combustione. Il tiraggio forzato permette che il fumaiolo delle locomotive non sia alto quanto i camini degli impianti fissi. Lo studio accurato dell'efficienza del tiraggio ha permesso di abbassare progressivamente l'altezza del fumaiolo delle locomotive fino a farlo quasi scomparire nelle macchine più recenti. Il tiraggio forzato delle locomotive a vapore, ottenuto dirigendo il vapore di scarico dei cilindri nella ciminiera attraverso un ugello per attivare la circolazione forzata dei fumi verso l'esterno venne applicato a partire dalla locomotiva Rocket di Stephenson.
Il focolare della caldaia per locomotiva è avvolto da un involucro in lamiere inchiodate o saldate; lo spazio compreso tra il focolare e il suo involucro è pieno di acqua e vapore. La parte inferiore del focolare è costituita dalla graticola (o griglia), disposta inclinata verso la parte anteriore nella cui parete è praticata un'apertura, detta boccaporta del focolaio chiusa da una porta mobile per l'introduzione del carbone e per il governo del fuoco; sottostante alla graticola è il ceneratoio che raccoglie le ceneri e le scorie della combustione e che regola l'immissione dell'aria. Una funzione importante è svolta dal cosiddetto voltino in muratura refrattaria posto al disopra della graticola allo scopo di deflettere all'indietro e verso l'alto i gas caldi prodotti dalla combustione aumentandone il percorso nel forno prima di introdursi nei tubi di fumo; tale allungamento del percorso oltre a migliorare la combustione delle particelle di combustibile evita un effetto negativo del tiraggio forzato e cioè che particelle ancora incombuste si immettano nei tubi giungendo allo scarico (abbassando il rendimento della combustione) e che le fiamme lambiscano direttamente, deteriorandolo, l'innesto dei tubi di fumo sulla piastra tubiera. Un'ulteriore funzione è quella dell'accumulo di calore nel voltino in mattoni che, una volta spento il fuoco, viene lentamente ceduto evitando shock termici all'impianto.
Il corpo cilindrico, che è la parte di caldaia che contiene i tubi bollitori, è anch'esso ripieno di acqua e vapore e presenta di solito nella parte alta mediana un duomo per raccogliere il vapore prodotto. Da quest'ultimo partono i tubi di prelievo del vapore asciutto la cui quantità è determinata dalla posizione del regolatore. 
Nella tipologia più evoluta di caldaia per locomotiva, il vapore saturo viene fatto passare attraverso un apparecchio detto surriscaldatore che può essere posto all'interno della parte superiore del camino o essere costituito da tubi più piccoli fatti passare all'interno di un certo numero di tubi di fumo, di diametro maggiore, della parte superiore del fascio tubiero; il vapore secco viene così ulteriormente fatto aumentare di temperatura diventando vapore surriscaldato. Il vapore surriscaldato viene inviato al motore a vapore per produrre lavoro meccanico quindi i gas esausti di scarico sono espulsi all'atmosfera attraverso il fumaiolo o ancora riutilizzati per pre-riscaldare l'acqua di alimentazione allo scopo di aumentare il rendimento globale della caldaia.
La pressione di esercizio media delle caldaie da locomotiva ferroviaria in genere sono state calcolate tra i 12 e 16 bar raggiungendo soltanto in casi sporadici il limite massimo, ritenuto di sicurezza per le caldaie a tubi di fumo, di 25 bar.
Alcune caldaie per locomotiva ferroviaria, anziché essere perfettamente cilindriche, sono state realizzate con un diametro maggiore dal lato del focolare e di diametro inferiore dal lato finale per processo di combustione allo scopo di ridurre la massa globale. Questo accorgimento è stato tipico di alcune compagnie britanniche quali la Great Western Railway e la London, Midland and Scottish Railway.

### Caldaia Brotan

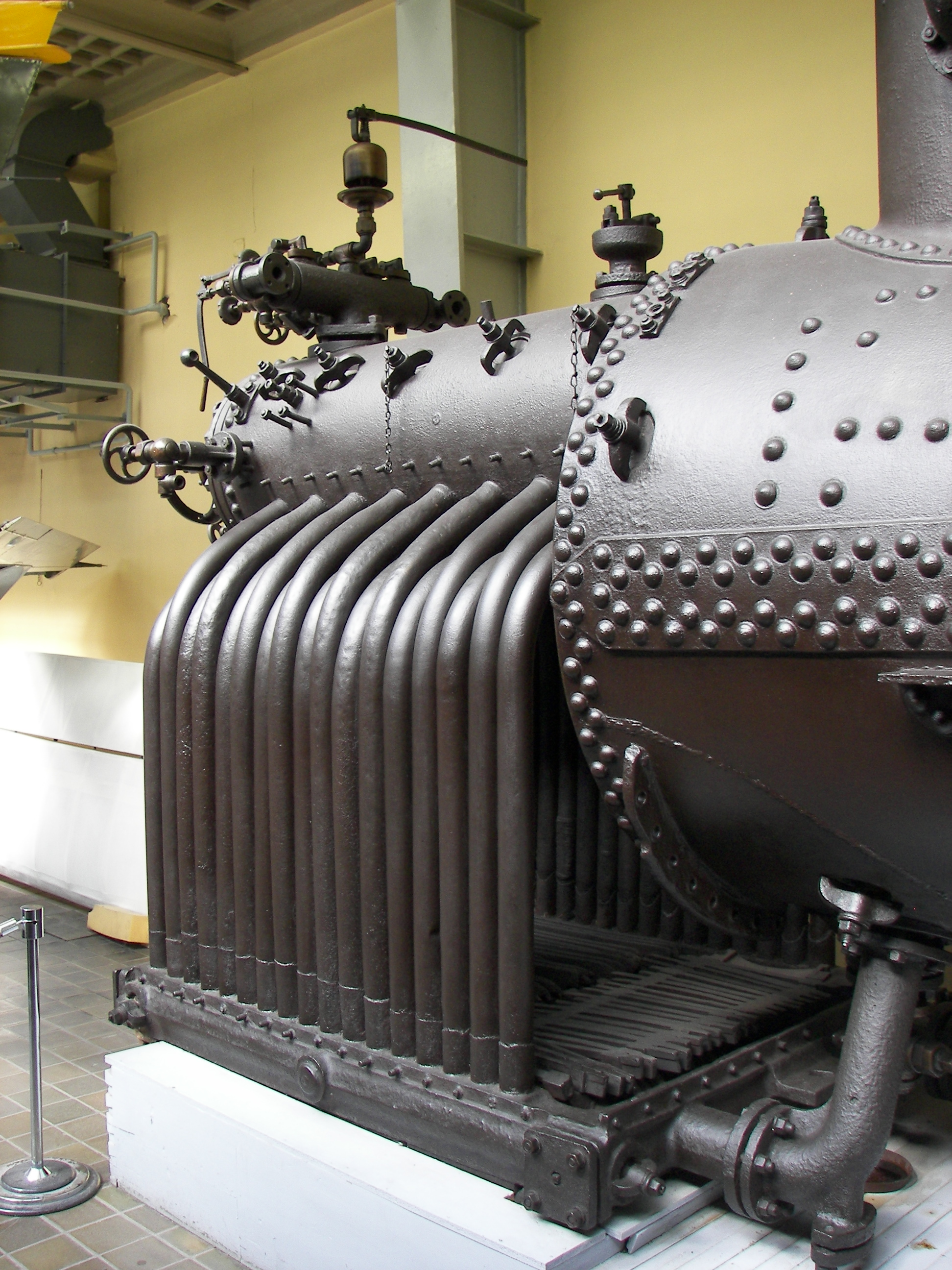
Una caldaia Brotan vista dalla parte del forno in esposizione al Museo della Tecnica di Praga

La caldaia Brotan è un tipo di caldaia a tubi di fiamma per locomotive ma con forno in acciaio ma particolare essendo circondato da pareti a tubi d'acqua. 
Prende nome dall'ingegnere austriaco Johann Brotan che lo brevettò nel 1902. Il progetto fu sviluppato per sostituire la costosa camera di combustione in rame delle locomotive a vapore e per poter utilizzare anche carbone ad alto contenuto di zolfo che provocava la rapida usura della volta del forno.

### Caldaie per autotrazione
Una particolare caldaia a tubi di fiamma venne utilizzato per la costruzione dell'automobile a vapore Stanley Steamer; in essa i tubi di fumo erano in numero molto elevato ed erano costruiti più deboli delle coperture esterne della caldaia, per rendere difficile l'esplosione della caldaia durante il cammino del veicolo.

## Apparecchi di sicurezza e accessori
Essendo la caldaia a tubi di fumo un dispositivo contenente un fluido a pressione elevata è soggetto al pericolo di un'esplosione che può anche raggiungere effetti devastanti. Sono necessarie pertanto una serie di apparecchiature di sicurezza che con il loro intervento ne evitino la possibilità.
Le principali sono:
- le valvole di sicurezza, a bilancia o Coale, che rilasciano il vapore all'atmosfera in caso di superamento dei valori massimi ammissibili di pressione in caldaia.
- i tappi fusibili, posti sulla parete superiore (cielo) del forno; sono di metallo a basso punto di fusione e in caso di scarsezza di acqua in caldaia fondono rapidamente in modo da evitare che il cielo del forno possa essere intaccato provocando l'esplosione della caldaia; la loro fusione scarica l'acqua e il vapore sul fuoco spegnendolo; si tratta di una extrema  ratio in quanto tale sistema provoca la messa fuori uso dell'impianto.

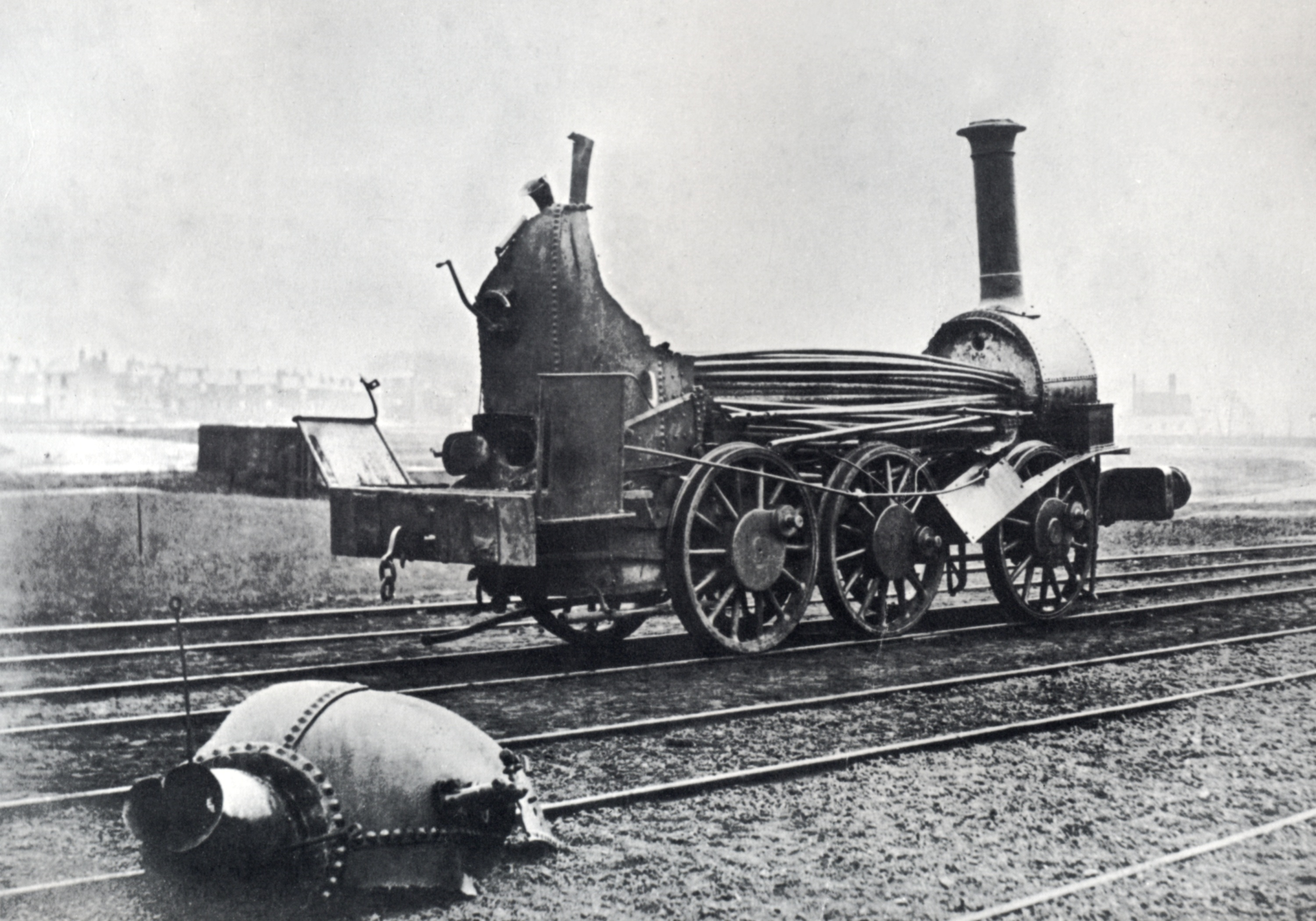
Esplosione della caldaia di una locomotiva nel 1850

La verifica più importante nella conduzione di una caldaia è quella della presenza dell'acqua; allo scopo sono presenti gli indicatori di livello che si compongono di un sistema di rubinetti e di tubi di vetro posti in verticale che permettono di conoscere in tempo reale le variazioni di livello dell'acqua in caldaia. Data l'importanza del controllo i livelli sono solitamente applicati in quantità ridondante.
I manometri, in misura necessaria ai controlli da eseguire, permettono di conoscere la pressione reale nell'interno della caldaia; tale controllo è importante ai fini di un corretto esercizio. Tramite il manometro è possibile conoscere il momento di entrata a regime dell'apparato; indica anche l'eventuale malfunzionamento delle valvole di sicurezza permettendo al conduttore un intervento tempestivo in caso di superamento della normale pressione di esercizio.
Uno o più termometri forniscono la misura di temperatura del vapore in entrata e in uscita dal surriscaldatore.
Essenziali sono anche i sistemi di alimentazione della caldaia; l'acqua viene immessa a pressione mediante pompe di carico o per mezzo di iniettori. La pressione dell'acqua proveniente dalle pompe deve superare la pressione esistente in caldaia nonché compensare anche la resistenza delle tubazioni e di quanto esiste nel percorso compiuto dall'acqua.

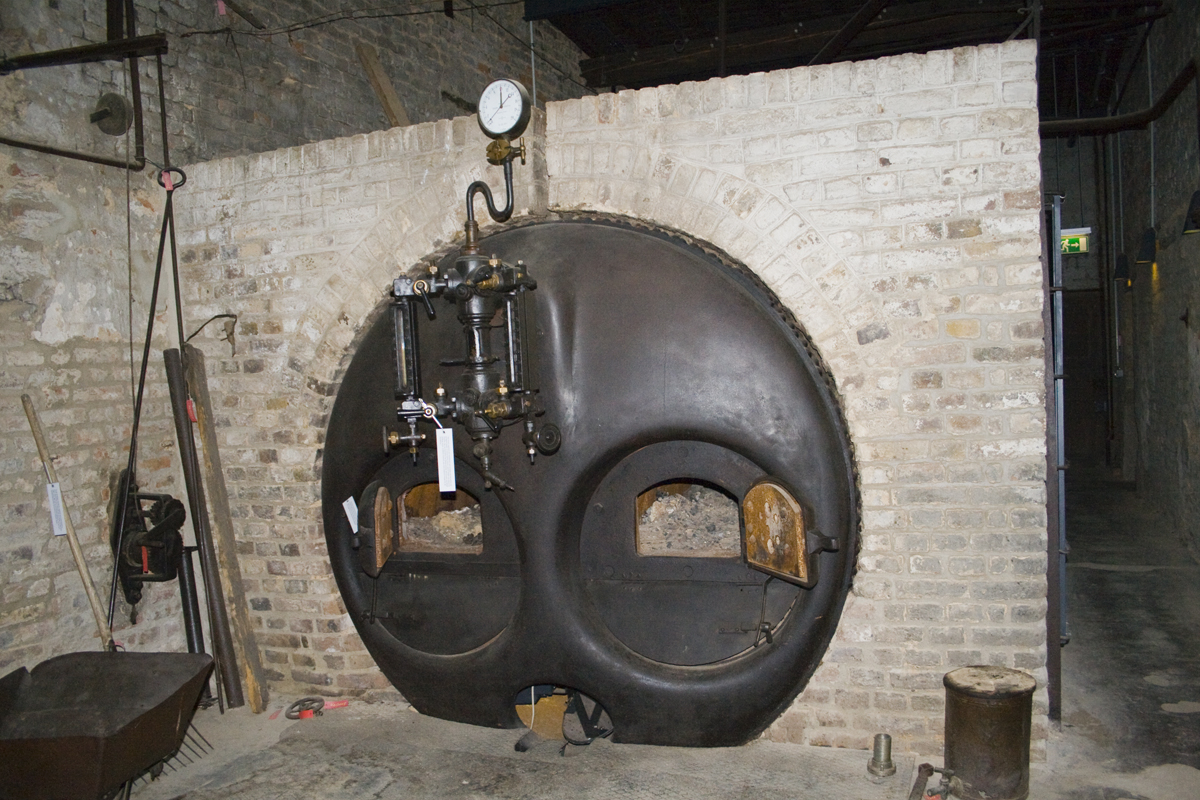
Caldaia a tubi di fumo a doppio forno; in evidenza il manometro e i due indicatori di livello acqua

## Manutenzione
Qualunque tipo di caldaia richiede una manutenzione regolare e costante allo scopo di mantenere alto il livello di sicurezza del dispositivo. Ciò richiede una regolare ispezione, interna ed esterna includendo l'interno del forno. Dovrà essere periodicamente eseguito il lavaggio della caldaia nonché l'eliminazione dei residui e dei fanghi. Dovranno essere ripuliti delle ceneri accumulate al loro interno i tubi di fumo e la camera a fumo. Periodicamente dovrà essere sottoposta a collado a pressione la caldaia per verificarne la tenuta e l'assenza di lesioni.

### Ispezione giornaliera
Le piastre tubiere, le spine fusibili e il cielo del focolare vanno controllate per scoprire eventuali perdite. Il corretto funzionamento dei vari raccordi della caldaia e i meccanismi di alimentazione dell'acqua, dovrebbero essere confermati. La pressione del vapore dovrebbe essere spinta al livello in cui entra in funzione la valvola di sicurezza e confrontato con l'indicazione del manometro.

### Prove e visite regolamentari programmate; lavaggio della caldaia
La caldaie e i forni delle locomotive sono sottoposti a visite e prove definite e regolamentate da apposite normative prima di essere immesse nell'esercizio regolare; si distinguono principalmente due tipi di prova, quella a freddo e quella a caldo.
La prova a freddo si esegue pompando acqua fredda in caldaia fino a una certa pressione, maggiore di quella di funzionamento e stabilita dalle normative specifiche, mediante un manometro campione. Ciò garantisce che la caldaia possa essere utilizzata alla pressione di esercizio in tutta sicurezza.
La prova a caldo si svolge portando la caldaia alla sua massima pressione di lavoro e riscontrandone il regolare funzionamento degli apparecchi di sicurezza.
Per ragioni legate alla sicurezza di esercizio e per prolungare la vita lavorativa di una caldaia si programma un ciclo regolare di spegnimenti e di messe in pressione; di massima la caldaia si tiene in accensione per circa otto-dieci giorni e poi viene lasciata raffreddare sufficientemente per il lavaggio della caldaia. 
Le locomotive preservate a scopo storico non sono di solito mantenute continuamente in vapore per cui l'intervallo di spegnimento e il lavaggio possono essere programmati diversamente a quindici, trenta, ma anche a 180 giorni.
Lavaggio della caldaia
Il procedimento inizia con lo scarico della caldaia mentre permane ancora una leggera pressione, poi di tutta l'acqua attraverso il rubinetto di scarico; questo serve all'eliminazione corrente dei fanghi accumulati e allo scarico completo. Vengono aperte anche le portine di lavaggio di caldaia e focolare; vengono poi pulite tutte le superfici interne utilizzando un getto d'acqua ad alta pressione e raschietti di metallo tenero. Le zone particolarmente sensibili alle incrostazioni, come la volta del focolare e gli stretti spazi intorno sono tenuti in particolare attenzione. L'interno della caldaia è controllato a vista attraverso i fori di spia, un controllo particolare avviene per verificare l'integrità della volta del focolare, dei tubi di fumo accertando l'assenza di cretti o screpolature delle piastre tubiere della caldaia. Il vetro di ispezione e i tappi fusibili dovranno essere puliti; se il tappo fusibile ha segni di calcinazione l'elemento deve essere sostituito.
Nel rimontaggio occorre prestare attenzione a che i tappi filettati siano ben posti nei loro fori originali. 
Nelle strutture di grande manutenzione la caldaia, dopo il lavaggio, viene riempita con acqua molto calda da alimentazione esterna per riportare la locomotiva inl servizio il più rapidamente possibile.

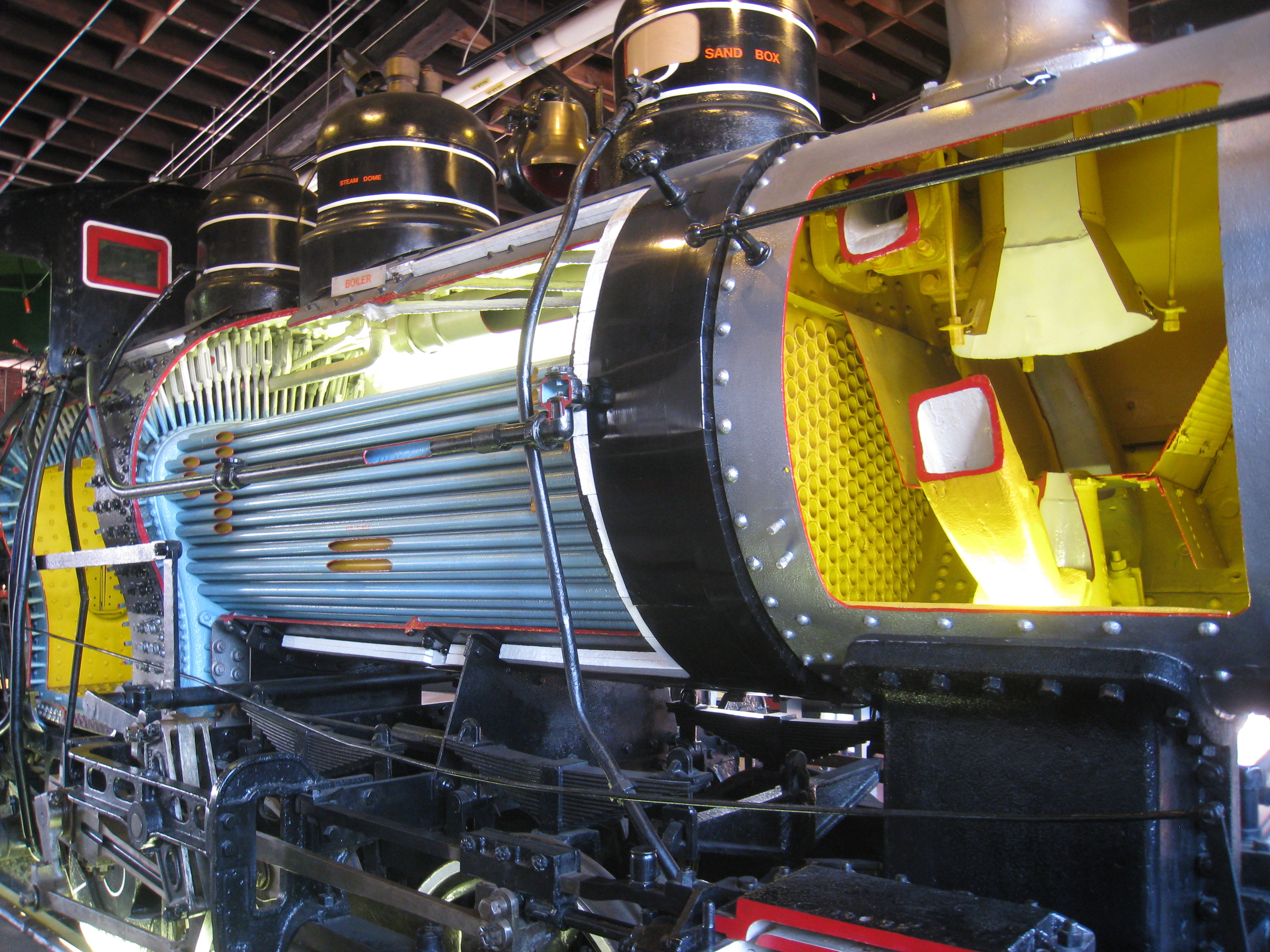
Una locomotiva a vapore sezionata: in evidenza la camera a fumo, il fascio tubiero, i pendini che sorreggono il cielo del forno

### Revisione periodica
In genere la revisione che può essere su base annua avviene con la rimozione delle lamiere che costituiscono la fodera esterna del corpo cilindrico per controllare lo stato eventuale di corrosione; si controlla lo stato delle lamiere del focolaio soggetto a corrosione sia a causa delle alte temperature che dei gas spesso solforici emessi dal carbone nonché lo stato del fascio tubiero. Si passa anche alla verifica degli accessori, quali iniettori, valvole di sicurezza e manometro. Le tubazioni di rame a pressione possono soffrire di incrudimento in uso e diventare pericolosamente fragili per cui può essere necessario il trattamento di ricottura prima del rimontaggio. Una prova di pressione a freddo su caldaia e tubazione completa la revisione.

### Grande Riparazione
Nel Regno Unito l'intervallo massimo tra le revisioni complete è dieci anni. Per consentire un controllo completo della caldaia questa viene sollevata dal telaio della locomotiva e rimosso l'isolamento termico. Tutti i tubi di fiamma vengono rimossi per il controllo o la sostituzione. Tutti i raccordi vengono rimossi per revisione. Prima di tornare ad utilizzarli un esaminatore qualificato verificherà l'idoneità della caldaia al servizio rilasciando un certificato di sicurezza valido dieci anni.
Norme similari valgono anche per le altre nazioni.